# Luik-Bastenaken-Luik 1999
De 85e editie van de eendagswielerwedstrijd Luik-Bastenaken-Luik (Liège-Bastogne-Liège) werd gereden op zondag 18 april 1999. De wedstrijd was de vierde ronde van de UCI Wereldbeker 1999 en vond plaats tussen Parijs-Roubaix op zondag 11 april en de Amstel Gold Race op zondag 25 april.
Dit is de editie van LBL waarbij de Belg Frank Vandenbroucke op de flanken van La Redoute de strijd aanging met de Italiaan Michele Bartoli en waarbij VDB op de Côte de Saint-Nicolas Michael Boogerd achterliet. 
Frank Vandenbroucke won deze editie van La Doyenne.

## Parcours
De officieuze start van de 264km lange wedstrijd lag op de Place Saint Lambert in Luik, de officiële start lag aan het begin van de N30 (gewestweg van Luik naar Bastenaken) en de aankomst lag op de Rue Jean Jaurès in Ans ter hoogte van de parking van de GB-supermarkt.
Vanuit Luik werd er nagenoeg rechtstreeks, over de Baraque de Fraiture (top van het parcours) en via de eerste helling met naam (Côte Saint-Roche) in Houffalize, naar Bastogne gereden. Om daar, na ongeveer 95km wedstrijd, het keerpunt te nemen en via een glooiend parcours en nog 9 hellingen met naam, terug noordwaarts richting Ans te rijden.

### Beklimmingen
Hieronder zijn alle beklimmingen "met naam" aangegeven die tijdens de wedstrijd beklommen werden.
De beklimmingen waar geen nummer voor staat, werden in het roadbook niet aangegeven als beklimming.
| N° | Kilometer | Naam                               | Lengte (km) | %     | Hoogtemeters (m) |
| -- | --------- | ---------------------------------- | ----------- | ----- | ---------------- |
|    | 52,0 km   | Côte de Lierneux                   | 6,6         | 3,1%  | 205              |
| 1  | 82,0 km   | Côte de Saint-Roch                 | 1           | 10,7% | 107              |
| 2  | 153,0 km  | Côte de Wanne                      | 2,9         | 4,9%  |                  |
| 3  | 170,0 km  | Côte de Stockeu                    | 2,7         | 8,9%  |                  |
| 4  | 174,5 km  | Côte de Wanneranval                | 1,6         | 9,4%  |                  |
| 5  | 193,5 km  | Côte du Rosier (oost - vanuit Ruy) | 4,4         | 5,8%  | 257              |
| 6  | 212,5 km  | Côte de Lorcé                      | 4,5         | 5,1%  | 230              |
| 7  | 227,5 km  | Côte de La Redoute                 | 2           | 8,8%  | 180              |
| 8  | 233 km    | Côte de Sprimont (Côte du Hornay)  | 1,3         | 5,4%  | 70               |
| 9  | 249,5 km  | Côte du Sart-Tilman (vanuit Tilff) | 3,6         | 5,3%  | 193              |
| 10 | 258,5 km  | Côte de Saint-Nicolas              | 1,4         | 8%    | 113              |
|    | 262 km    | Côte de Ans                        | 1,4         | 5,5%  | 77               |

## Wedstrijdverloop[6]
De wedstrijd ging van start op de Place Saint Lambert in Luik onder droge en koude omstandigheden. Het zou de ganse dag droog blijven en de voorjaarszon zou geregeld van de partij zijn.
Na 18km wedstrijd ontstond er een ontsnapping met 12 renners. De groep bestond uit de volgende renners: Tobias Steinhauser, Rafael Diaz Justo, Alexandre Vinokourov, Steve De Wolf, Sergio Barbero, Ernesto Manchon, Harald Morscher, Mauro Gianetti, Jonathan Vaughters, Alain Turicchia, Glenn D'Hollander and Frédéric Gabriel. Deze 12 renners werden na 146km terug ingehaald door het peloton.
Met nog z'n 80km te gaan, hadden Laurent Jalabert en Stefano Garzelli een voorsprong van 28 seconden op het peloton.
Op de beklimming van de Côte du Rosier kon Garzelli Jalabert niet volgen, waardoor Jalabert solo over de top van de côte kwam met een voorsprong van ongeveer 1 minuut op het peloton. Hij kon deze voorsprong vergroten tot ongeveer anderhalve minuut, maar net voor Remouchamps werd hij terug gegrepen door een groep renners.

### Aanloop naar de finale
In Remouchamps werd er in een grote groep (48 renners) naar de voet van de Côte de La Redoute gereden, in eerste instantie bleef de groep samen en bleef iedereen in het wiel van Axel Merckx die de snelheid hoog hield. Op het steilste deel van de helling viel Michele Bartoli aan. Michael Boogerd ging in de achtervolging en nam de sterkere renners mee in zijn wiel. Wanneer Boogerd bij Bartoli kwam (de stijgingspercentages waren toen al wat geminderd), probeerde Frank Vandenbroucke Bartoli voorbij te rijden en begonnen ze beiden te sprinten alsof ze voor de bollentrui reden. Initieel leek Bartoli de sprint te winnen en keek hij over zijn rechter schouder om te zien waar VDB was. Wanneer VDB vervolgens doortrok, parkeerde Bartoli en kon VDB soleren tot op de top van de helling.  
Door deze aanvallen van Bartoli en Vandenbroucke werd er een grote schifting doorgevoerd in het peloton.  
VDB bleef op het stuk na La Redoute (vals plat op de Rue de Warnoumont en daarna de afdaling van de N30 naar Sprimont) de snelheid hoog houden maar werd op de beklimming van de Côte de Sprimont door een uitgedunde groep renners toch terug ingehaald. 

### Finale[7]
Aan het begin van de beklimming van de Côte de Saint-Nicolas (ter hoogte van Rue Bordelais 30) viel Paolo Bettini aan. Michael Boogerd ging in de achtervolging met Frank Vandenbroucke en Zbigniew Spruch in zijn wiel. Ter hoogte van Rue Bordelais 148 kwam Boogerd links voorbij Bettini (terwijl deze laatste over zijn rechter schouder keek) en liet hem onmiddellijk achter. VDB bleef even bij Bettini (naar eigen zeggen om Boogerd de indruk te geven dat hij iets minder goed was) maar overbrugde daarna zonder problemen de kloof tot bij Boogerd.
In de week voor de wedstrijd gaf Frank Vandenbroucke in de pers reeds aan dat hij zou aanvallen op de Côte de Saint-Nicolas (Rue Bordelais) ter hoogte van huisnummer 256. Wat vreemd zou zijn, aangezien de even huisnummers maar tot 254 gaan, en dit op het einde van de klim zou zijn. De aanval van VDB op de Côte de Saint-Nicolas werd ingezet net na het kruispunt met de Avenue de Platanes (net na het grote appartementsblok) ter hoogte van huisnummer 239. Hier liet hij Michael Boogerd achter, waarna hij solo naar de finish in Ans reed, waarbij hij de Côte de Ans (helling niet opgenomen in het roadbook) met enige voorsprong op Boogerd kon beklimmen.
VDB reed met een voorsprong van 27 seconden op Boogerd over de streep ter hoogte van de parking van de GB supermarkt in Ans.

## Uitslag
| Luik-Bastenaken-Luik 1999 |                     |                        |          |
| Plaats                    | Naam                | Ploeg                  | Tijd     |
| 1                         | Frank Vandenbroucke | Cofidis                | 6u25'36" |
| 2                         | Michael Boogerd     | Rabobank               | + 27"    |
| 3                         | Maarten den Bakker  | Rabobank               | + 38"    |
| 4                         | Michele Bartoli     | Mapei                  | + 41"    |
| 5                         | Paolo Bettini       | Mapei                  | +54"     |
| 6                         | Niki Aebersold      | Rabobank               | +55"     |
| 7                         | Markus Zberg        | Rabobank               | +55"     |
| 8                         | Oscar Camenzind     | Lampre                 | +56"     |
| 9                         | Udo Bölts           | Team Telekom           | +56"     |
| 10                        | Laurent Roux        | Casino-Ag2r Prévoyance | +56"     |

1892 · 1893 · 1894 · 1895 - 1907 · 1908 · 1909 · 1910 · 1911 · 1912 · 1913 · 1914 · 1915 · 1916 · 1917 · 1918 · 1919 · 1920 · 1921 · 1922 · 1923 · 1924 · 1925 · 1926 · 1927 · 1928 · 1929 · 1930 · 1931 · 1932 · 1933 · 1934 · 1935 · 1936 · 1937 · 1938 · 1939 · 1940 · 1941 · 1942 · 1943 · 1944 · 1945 · 1946 · 1947 · 1948 · 1949 · 1950 · 1951 · 1952 · 1953 · 1954 · 1955 · 1956 · 1957 · 1958 · 1959 · 1960 · 1961 · 1962 · 1963 · 1964 · 1965 · 1966 · 1967 · 1968 · 1969 · 1970 · 1971 · 1972 · 1973 · 1974 · 1975 · 1976 · 1977 · 1978 · 1979 · 1980 · 1981 · 1982 · 1983 · 1984 · 1985 · 1986 · 1987 · 1988 · 1989 · 1990 · 1991 · 1992 · 1993 · 1994 · 1995 · 1996 · 1997 · 1998 · 1999 · 2000 · 2001 · 2002 · 2003 · 2004 · 2005 · 2006 · 2007 · 2008 · 2009 · 2010 · 2011 · 2012 · 2013 · 2014 · 2015 · 2016 · 2017 · 2018 · 2019 · 2020 · 2021 · 2022 · 2023 · 2024 · 2025